# Eurycope centobi
Eurycope centobi är en kräftdjursart som beskrevs av Wilson 1982. Eurycope centobi ingår i släktet Eurycope och familjen Munnopsidae. Inga underarter finns listade i Catalogue of Life.